# Unter der Windhose
Unter der Windhose ist eine Jugend- und Abenteuererzählung von Karl May.

## Textgeschichte
Erstmals wurde die Erzählung im Buch der Jugend des Thienemann-Verlags 1886 veröffentlicht.
1921 wurde die Erzählung auf Das sprechende Leder  umbenannt und im Band 19 der Gesammelten Werke rausgegeben.
Die Wiedergabe des Erstdrucks erschien 1985 in Der Krumir, einem Reprint der Karl-May-Gesellschaft.
2009 veröffentlichte der epubli Verlag den Sammelband Erzählungen Band III. Reiseerzählungen, der den Text im Neusatz beinhaltet.
Seit 2011 ist Unter der Windhose in der Historisch-Kritschen Karl-May-Ausgabe enthalten und zwar im Band IV.27, Im "wilden Westen" Nordamerika's.

## Inhalt
Old Shatterhand und sein Freund Will Saters verfeinden sich mit dem Mann Rollins, welcher aufgrund eines Indianergoldschatzes einen Mann getötet hat. Als es schließlich zu einem starken Sturm kommt, stirbt Rollins durch einen umfallenden Baum und ein Goldlager, wegen dem Rollins den Mann tötete, kommt zum Vorschein.